# 스윈번 공과대학교
스윈번 공과대학교 (Swinburne University of Technology)는 호주 멜버른 동부에 위치한 공립 대학이다. 1908년에 설립된 스윈번 공과대학교는 호주의 대표적인 교육 도시 멜버른 지역에 위치한 파라한, 완티나, 호손, 릴리데일, 크로이동과 말레이시아 사라와크주에 총 6개의 캠퍼스를 두고 있다. 학사, 석사 프로그램 이외에 TAFE를 운영하고 있다.

## 역사
1908년 조지 스윈번에 의해 Eastern Suburbs Technical College 라는 이름의 단과대학으로 개교하였다.

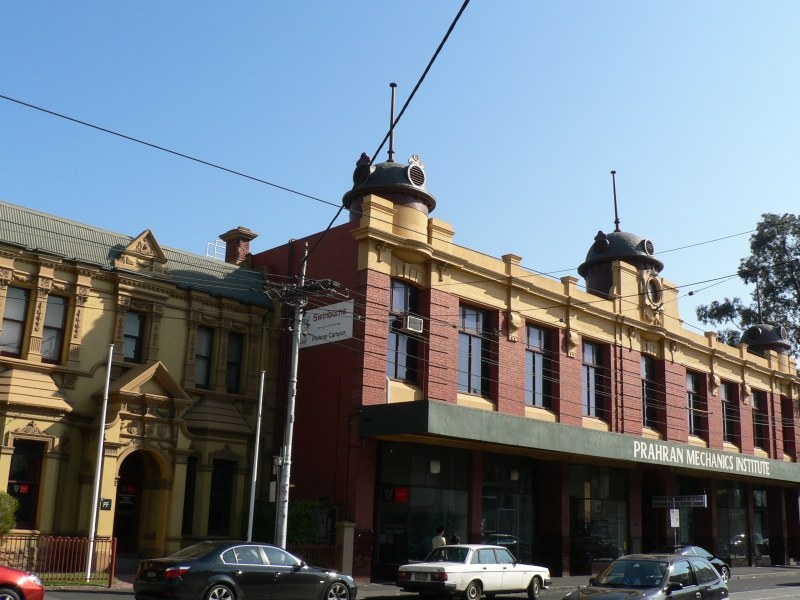
스윈번 공과대학교 파라한 캠퍼스

## 교육
- 문학, 심리학, 사회 과학
- 비즈니스, 상업 및 관리
- 디자인, 영화 및 텔레비전
- 디지털 미디어 (통신 및 멀티미디어 게임 등)
- 엔지니어링, 항공 기술
- 보건 및 사회 서비스
- 호텔 경영, 관광 및 이벤트 관리
- 정보 기술 및 통신
- 과학

## 명성
2007년, 2008년, 2009년 3년 연속으로 ‘우수 대학 가이드(Good Universities Guide)’ 교육수준 부문에서 멜버른의 최우수 대학으로 선정되었다.

## 동문
- 샘 해밍턴 - 마케팅 및 한국어 전공 수학

## 같이 보기
- 오스트레일리아의 대학 목록